# Década de 1910
Conforme padronização da norma internacional para representação de data e hora da Organização Internacional de Padronização (ISO), a década de 1910, também referida como anos 1910, compreende o período de tempo entre 1º de janeiro   de 1910 e 31 de dezembro de 1919.

## Visão geral
Nessa década, iniciou-se a popularização do rádio, como mídia de massa.
Tem início também o sistema de produção em massa de automóveis, introduzido pela Ford, a qual passaria a dominar a indústria de veículos automotivos, até o início dos anos 1930.
Foi também uma época de alta secularização na Europa, ao mesmo tempo que vários movimentos filosóficos e religiosos como o Pentecostalismo (fundação das duas maiores igrejas pentecostais do Brasil: Congregação Cristã no Brasil e Assembleia de Deus) e o Esoterismo (Teosofia, Antroposofia, Rosacrucianismo etc.) cresciam na América.
Desenvolveram-se também os movimentos artísticos modernistas, especialmente na pintura (cubismo, dadaísmo) e na música (dodecafonismo, jazz). O ritmo musical mais popular, no entanto, ainda era o ragtime, surgido na década de 1890.
A década de 1910 representou o ponto culminante do militarismo europeu que teve seu início durante a segunda metade do século XIX. Os estilos de vida conservadores durante a primeira metade da década, bem como o legado das alianças militares foram alterados para sempre pelo assassinato do Arquiduque Francisco Ferdinando, herdeiro presuntivo do trono austro-húngaro, em 28 de junho de 1914. O assassinato desencadeou uma cadeia de eventos em que, em 33 dias, a Primeira Grande Guerra eclodiu na Europa em 1º de agosto de 1914. O conflito se arrastou até que uma trégua foi declarada em 11 de novembro de 1918, levando ao controverso e unilateral Tratado de Versalhes, que foi assinado em 28 de junho de 1919.
O fim da guerra desencadeou a abdicação de várias monarquias e o colapso de cinco dos últimos impérios modernos da Rússia, Alemanha, China, Turquia Otomana e Áustria-Hungria, com o último fragmentado na Áustria, Hungria, sul da Polônia (que adquiriu a maior parte de suas terra em uma guerra com a Rússia soviética), Tchecoslováquia e Iugoslávia, bem como a unificação da Romênia com a Transilvânia e a Moldávia. No entanto, cada um desses estados (com a possível exceção da Iugoslávia) tinha grandes minorias alemãs e húngaras, criando alguns problemas inesperados que seriam trazidos à luz nas próximas duas décadas.
Em Portugal foi uma época em que vários acontecimentos revolucionários surgiram, a Proclamação da República a 5 de Outubro de 1910 é um exemplo, durante este período, em que a Primeira Guerra Mundial ocorreu, Portugal teve várias revoltas contra a República, e contra o CEP (Corpo Expedicionário Português) estar na Guerra sem condições. Umas dessa revoltas dividiu Portugal em dois, no norte D.Manuel II foi proclamado El-Rei (Monarquia do Norte), e o sul continuava em República.

## Desastres naturais
- Pandemia da Gripe Espanhola, epidemia que matou 200 milhões de europeus, 90 milhões de asiáticos, 12 milhões de africanos e 6 milhões de americanos e terminada nos anos 20.

## Desporto
- 1910 - Fundação do Sport Club Corinthians Paulista
- 1912 - Fundação do Santos Futebol Clube
- 1914 - Fundação do Palestra Itália (atual Sociedade Esportiva Palmeiras) e do Cruzeiro Esporte Clube

## Religião
- 1910 - Inicecostal do Brasil: Assembleia de Deus no Brasil